# Karton veverek
Karton veverek je název šestého studiového alba hudební skupiny Wohnout. Deska vyšla 1. března 2009 na internetu za cenu, kterou si lidé sami určili. Na CD se objeví o měsíc později. Obsahuje 14 skladeb. Na albu s Wohnouty zpívají i otec Matěje a Honzy Homolů Oleg, Vašek Bláha z Divokýho Billa, herečka Petra Špalková či zpěvačka Jana Lota. Desku poprvé spoluprodukuje někdo mimo samotnou kapelu, konkrétně Boris Carloff.

## Seznam skladeb
1. ABC
2. Kapela na šňůře
3. Myši na polštáři
4. Dokonalá iluze
5. Dvojtrojboj
6. Pepíčci
7. Města všecka
8. Popojedem
9. Střední proud
10. Příběh
11. Pedro isbek
12. Klání
13. Myší
14. Well bloud

## Kapela na šňůře
K této skladbě vyšel videoklip kde se v tříminutové rvačce mimo Wohnoutů objevili i členové kapel Clou, UDG, Tři sestry, Divokej Bill nebo Blue Effect. Videoklip režíroval Jakub Kohák.